# Concordia-Zuid
Concordia-Zuid is een 19e-eeuws appartementencomplex in Amsterdam-Centrum.
Het is gelegen op de hoek van de Elandsstraat 179-205, Lijnbaansgracht 173-181 en Lijnbaansstraat 28. Hier kocht in het midden van de 19e eeuw bankier en filantroop Christiaan Pieter van Eeghen een aantal verkrotte woningen. Hij liet ze slopen en tussen 1858 en 1860 kwam er een vijftal blokken nieuwbouw sociale woningbouw naar een ontwerp van Pieter Johannes Hamer. Hij kon woningen ontwerpen, die tegen een redelijke prijs gebouwd konden worden en toch comfort (tegenover de 18e-eeuwse krottenwijken) konden bieden. Het kreeg de vorm van een hofje, waarbij er geen sprake is rijtjeswoningen. De vijf blokken die neer werden gezet verschilden voor wat betreft uiterlijk en inrichting steeds een beetje. De woningen werden rug-tegen-rug gebouwd, dus zonder tussenruimte, maar tussen de woonblokken werd ruimte opengelaten. Alhoewel er een groot geveldeel staat aan de Lijnbaansstraat, is er daar behoudens toegang tot nr. 28 en een toegangspoort tot het hofje geen toegangsdeur te vinden. Een andere toegangspoort bevindt zich in de Elandsstraat.
In 1917 ging het gehele bestand van Bouwmaatschappij Concordia NV over naar de gemeente. Die kwam in 1930 tot de conclusie dat de woningen behoorlijk uitgewoond waren en aan renovatie toe waren. Daarbij werden sommige woningen al samengetrokken, ze voldeden destijds niet meer aan de toenmalige eisen. Na die tijd hebben er meer renovaties plaatsgevonden. 
In de saneringsdrang van de jaren zeventig en tachtig van de 20e eeuw verdween veel van dit soort type sociale woningbouw. Ze waren en/of te klein en/of voldeden niet meer aan de eisen en/of waren vervallen. Veel woninkjes werden gesloopt, totdat de gemeente bewust werd van het historisch belang zowel op architectonisch als op sociaal gebied, dat er zorgvuldiger mee werd omgegaan. Voor dit complex geldt dat het in 2006 werd uitgeroepen tot gemeentelijk monument.

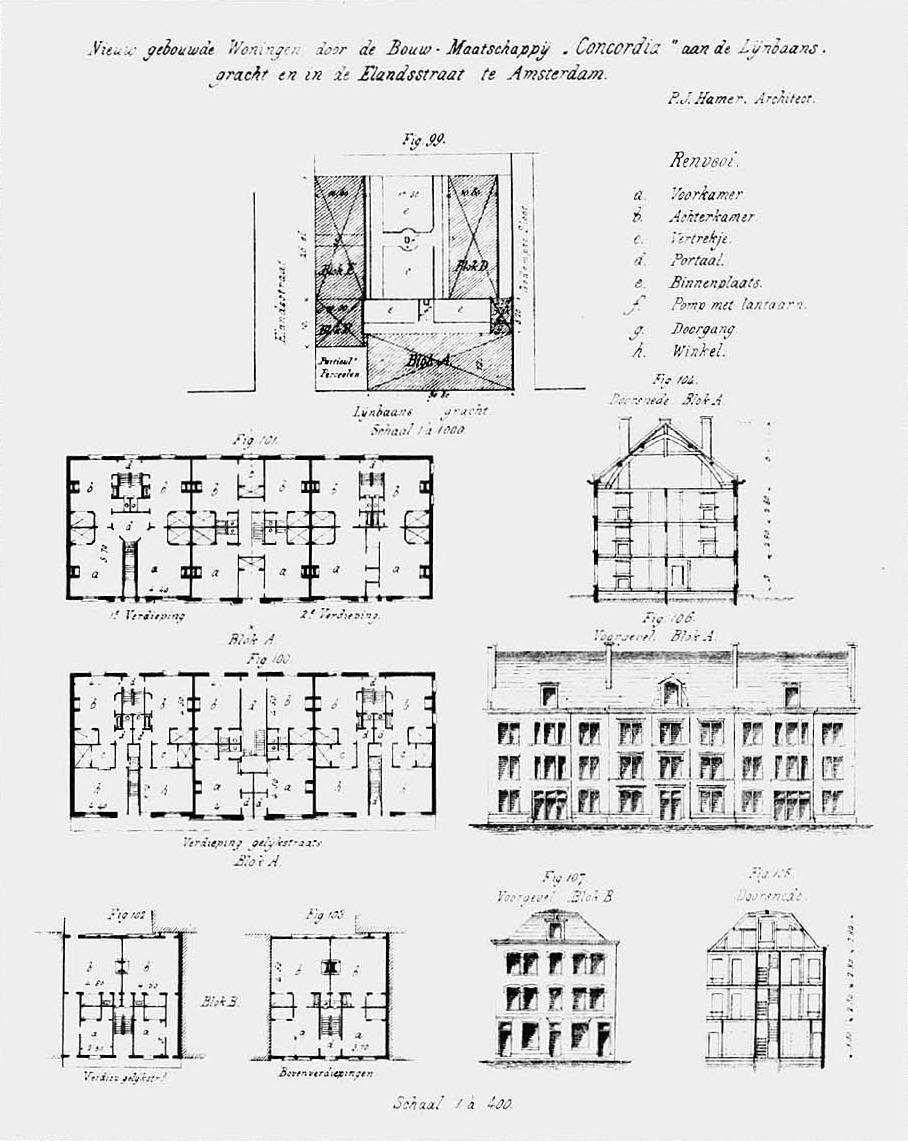
Bouwtekening P.J.Hamer